# Vastogirardi
Vastogirardi é uma comuna italiana da região do Molise, província de Isérnia, com cerca de 798 habitantes. Estende-se por uma área de 60 km², tendo uma densidade populacional de 13 hab/km². Faz fronteira com Agnone, Capracotta, Carovilli, Castel di Sangro (AQ), Forlì del Sannio, Rionero Sannitico, Roccasicura, San Pietro Avellana.

## Demografia
| Variação demográfica do município entre 1861 e 2011                               |
|                                                                                   |
| Fonte: Istituto Nazionale di Statistica (ISTAT) - Elaboração gráfica da Wikipedia |